# Лупа-Реча
Лупа-Реча (рум. Lupa-Recea) — село у Страшенському районі Молдови. Входить до складу комуни, адміністративним центром якої є село Кодрянка.

## Населення
За даними перепису населення 2004 року у селі проживали 499 осіб.
Національний склад населення села:
| Національність | Кількість осіб | Відсоток |
| -------------- | -------------- | -------- |
| молдавани      | 497            | 99,6%    |
| українці       | 1              | 0,2%     |
| росіяни        | 1              | 0,2%     |
| Всього         | 499            | 100%     |